# Il signore resta a pranzo
Il signore resta a pranzo (The Man Who Came to Dinner) è un film del 1942 diretto da William Keighley.
Il film trae origine da una commedia in tre atti Quel signore che venne a pranzo (The Man Who Came to Dinner) di George S. Kaufman e Moss Hart andato in scena il 16 ottobre 1939 al Music Box Theatre di New York per il Broadway theatre con Mary Wickes, Monty Woolley e John Hoyt arrivata a 739 recite.

## Trama
Poche settimane prima di Natale, Sheridan Whiteside, celebre conferenziere radiofonico, giunge con la sua segretaria, Maggie Cutler, nella piccola cittadina di Mesalia nell'Ohio nella quale terrà una delle sue acclamatissime conferenze, e dove - malvolentieri - ha accettato l'invito a pranzo presso i coniugi Stanley, una famiglia del luogo. Proprio mentre sta entrando in casa scivola sulle scale e si rompe una gamba, costringendo i padroni di casa ad ospitarlo sotto minaccia di fare loro causa per 150.000 dollari. Da quel momento si installa nella loro casa, confinandoli al solo utilizzo delle proprie stanze da letto al piano superiore. Le cose per lui si complicano quando la fedelissima Maggie si innamora di Bert Jefferson, un prestante giornalista del giornale locale, e annuncia a Whiteside le sue dimissioni. Subito dopo il medico locale informa Whiteside di aver confuso le sue lastre e che in realtà non ha nulla di rotto e sta benissimo: Whiteside infatti cammina perfettamente, ma per mandare a monte il matrimonio tra Maggie e Bert continua a fingersi invalido e convoca in tutta fretta Lorraine Sheldon, attrice dalla bellezza mozzafiato, perché seduca Bert Jefferson approfittando della commedia da lui scritta. Maggie ne ha il cuore spezzato, ma l'intervento dell'istrionico Banjo salverà la situazione.

## Produzione
L'ipotesi più accreditata è che la figura del bisbetico Sheridan Whiteside fosse ispirata ad Alexander Woollcott. Meno probabile che fosse ispirata, come ipotizzato da altri, allo stesso Monty Woolley che, interpretando se stesso nel film Notte e dì di Michael Curtiz, una biografia di Cole Porter del quale Woolley fu amico per lungo tempo, racconta di come in questa commedia "interpretasse la parte di uno stupido". Woolley infatti ricreò per lo schermo il ruolo già portato sul palcoscenico, sebbene la Warner volesse rimpiazzarlo con John Barrymore, scartato per il suo ormai inarrestabile alcoolismo, o con Cary Grant, che però incontrò il veto di Bette Davis. 
Nel 1949 la commedia teatrale fu portata in scena sui palcoscenici italiani da Gino Cervi e Andreina Pagnani.